# Bazylika św. Mikołaja w Trnawie
Bazylika św. Mikołaja (słow. Bazilika svätého Mikuláša, znana również jako Dóm svätého Mikuláša czy Hrubý kostol) – gotycka świątynia rzymskokatolicka znajdująca się w słowackim mieście Trnawa. Dawny kościół farny, w latach 1543–1820 siedziba archidiecezji ostrzyhomskiej, od 2008 roku bazylika mniejsza.

## Historia
W XI wieku w miejscu dzisiejszej bazyliki stał romański kościół. Wskutek rozrastania się miasta w 1380 roku podjęto decyzję o budowie nowej świątyni, którą ukończono w roku 1421. W roku 1543 została siedzibą archidiecezji ostrzyhomskiej z powodu zagrożenia dotychczasowej siedziby najazdami tureckimi, miano archikatedry nosiła do 1820 roku. Pierwotnie posiadała jedną wieżę, podczas gruntownej przebudowy w latach 1562–1567 powstały dwie wieże o nierównych wysokościach – zrównano je po pożarze z 1676 roku. W latach 1618–1630 wzniesiono barokowe kaplice boczne, a w latach 1739–1741 – kaplicę Matki Bożej Trnawskiej. W latach 1900–1905 zainstalowano nowe witraże i odmalowano ściany nawy głównej i prezbiterium. Po uzyskaniu niepodległości przez Czechosłowację w 1918 roku świątynię ustanowiono siedzibą administratury apostolskiej, po erygowaniu archidiecezji trnawskiej w 1977 tytuł archikatedry uzyskał kościół św. Jana Chrzciciela. 24 października 2008 papież Benedykt XVI wyniósł kościół do godności bazyliki mniejszej.

## Architektura i wyposażenie
Świątynia gotycka, trójnawowa, o układzie bazylikowym. Ma długość 60 m, szerokość 31 m, a nawa ma wysokość 18 m. Posiada dwuwieżową fasadę. W kruchcie nawy można podziwiać gotyckie freski z końca XV wieku. Najstarszy ołtarz, poświęcony Wszystkim Świętym, pochodzi z 1635 roku. Ołtarz główny z 1814 roku i wyposażenie prezbiterium reprezentują styl klasycystyczny. Obie wieże są zwieńczone rzeźbami kogutów, nawiązujących do herbu związanego z miastem kapitana Pavla Hollégo. Pod wieżą północną ulokowano kaplicę św. Michała Archanioła, a pod południową – Boskiego Serca Jezusowego. Od północy do nawy dostawione są cztery kaplice boczne: Świętego Krzyża, św. Jana Nepomucena, Matki Bożej Trnawskiej i św. Elżbiety, a do południowej – trzy: św. Jana Chrzciciela, Bożego Ciała i św. Doroty. W kaplicy Matki Bożej Trnawskiej przechowywany jest obraz Madonny, będący celem pielgrzymek. Małe organy, ustawione przy ołtarzu, wykonał w roku 1783 Valentin Arnold, co czyni je najstarszymi organami w mieście. Organy na emporze powstały na początku wieku XX w warsztacie Rieger Orgelbau. W południowej wieży zawieszone są trzy dzwony – Štefan z 1569 roku, Barbora z 1569, przelana w 1874, i Mikuláš z 1583; wszystkie trzy instrumenty wyremontowano w 2008 roku.

## Galeria

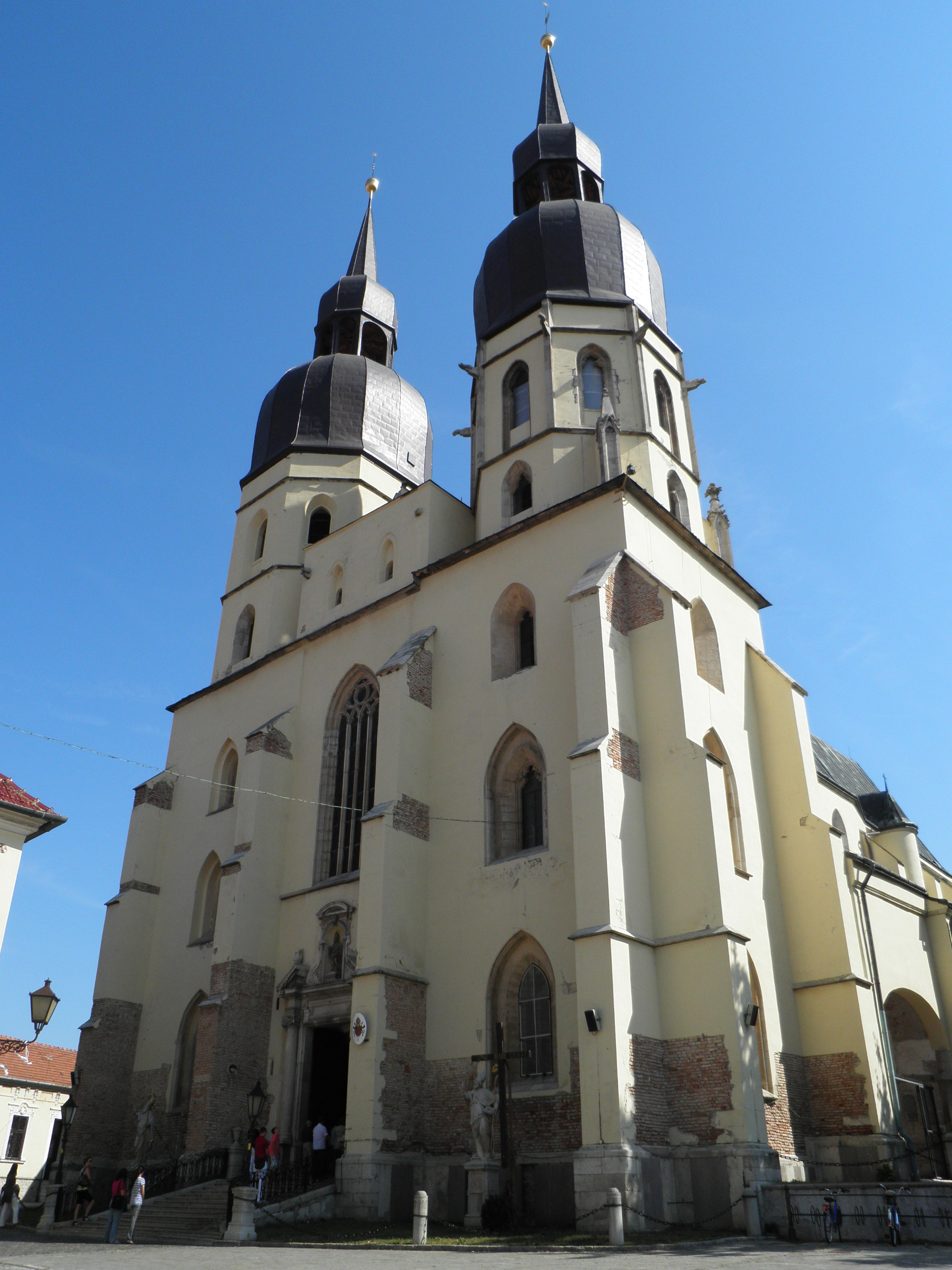
Fasada
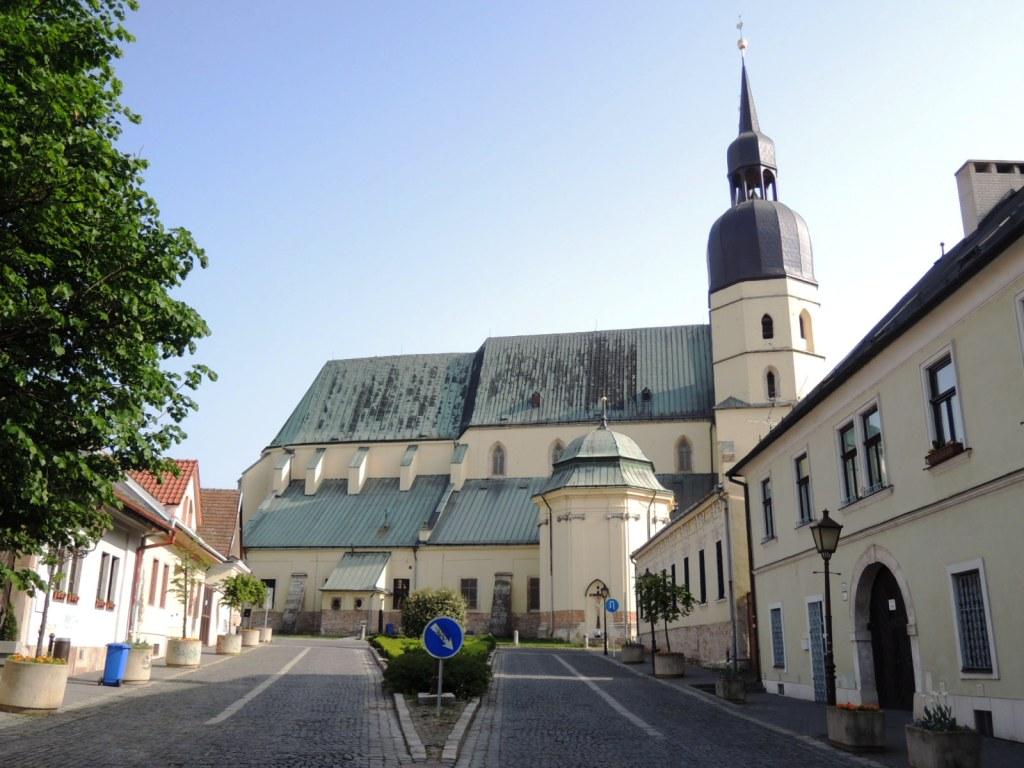
Widok z północy
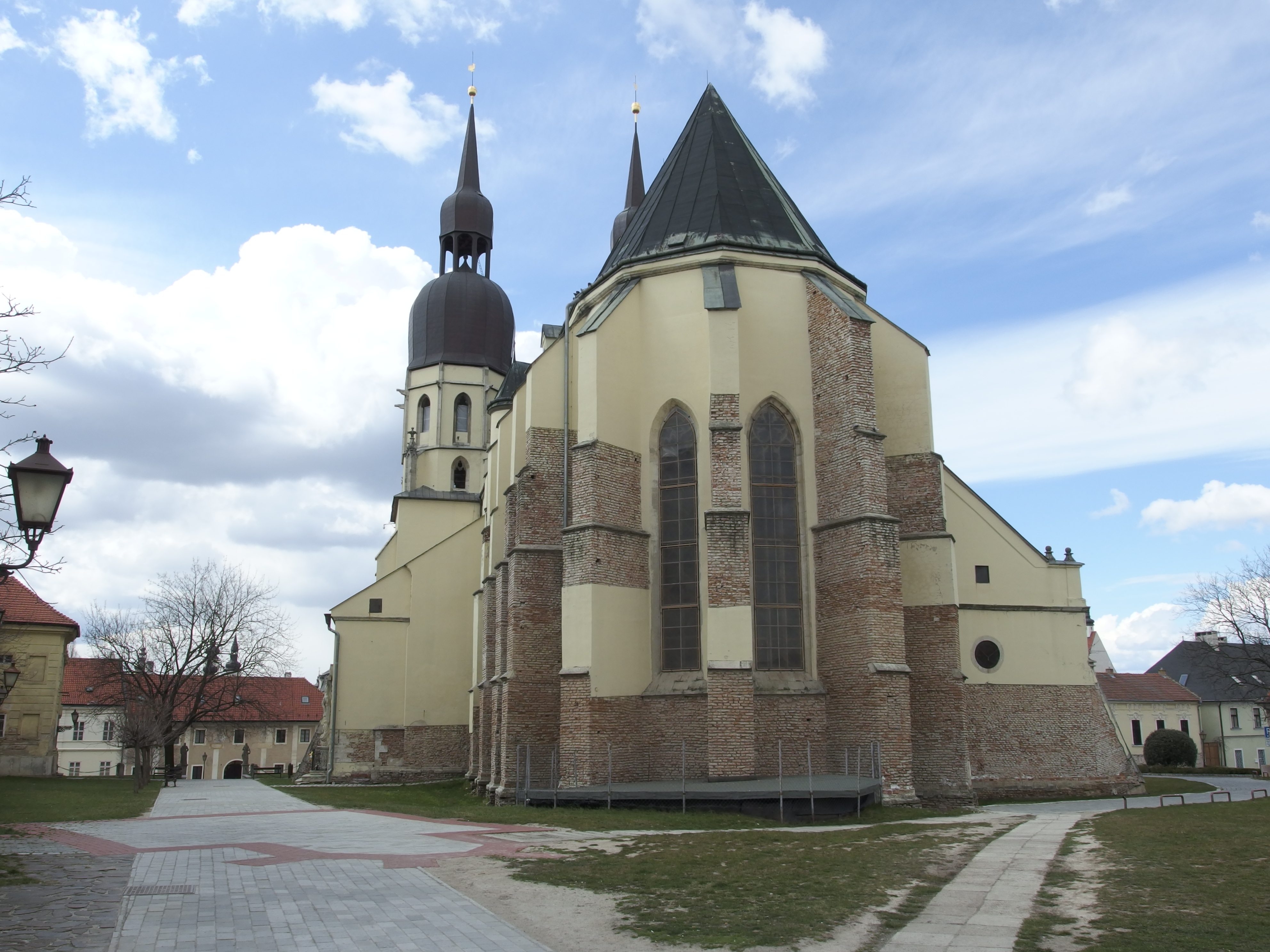
Absyda
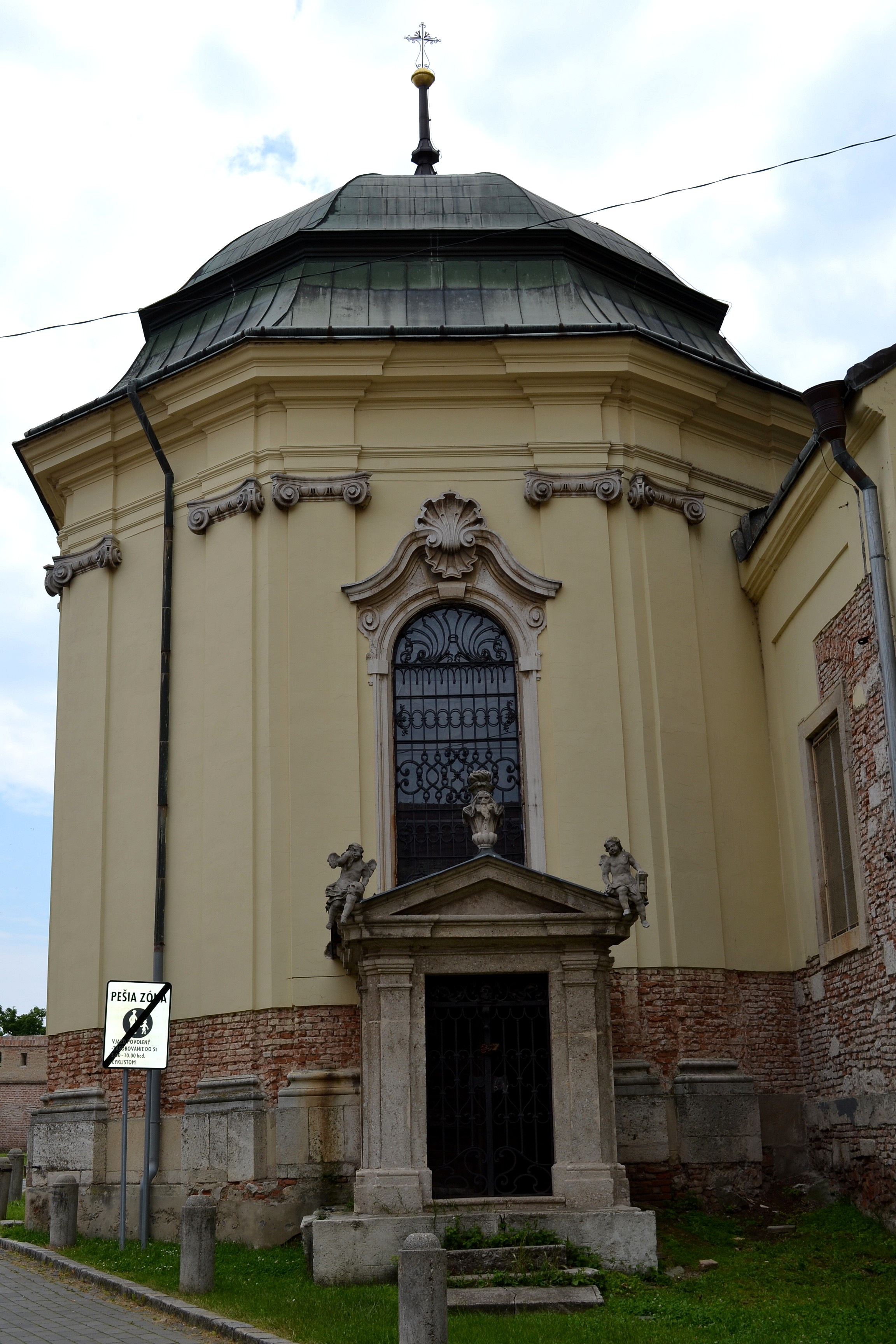
Kaplica Matki Bożej Trnawskiej od zewnątrz
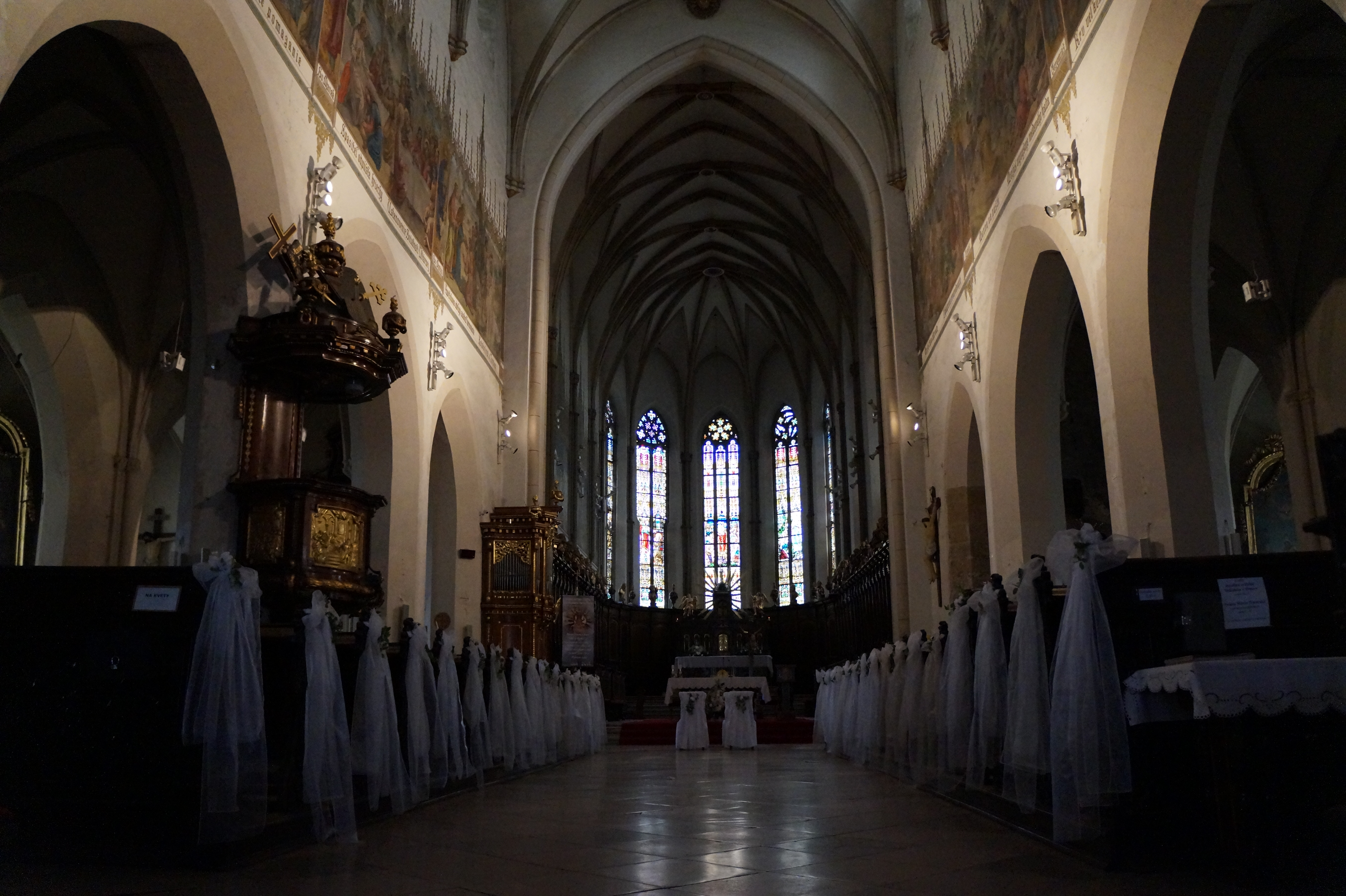
Wnętrze nawy głównej
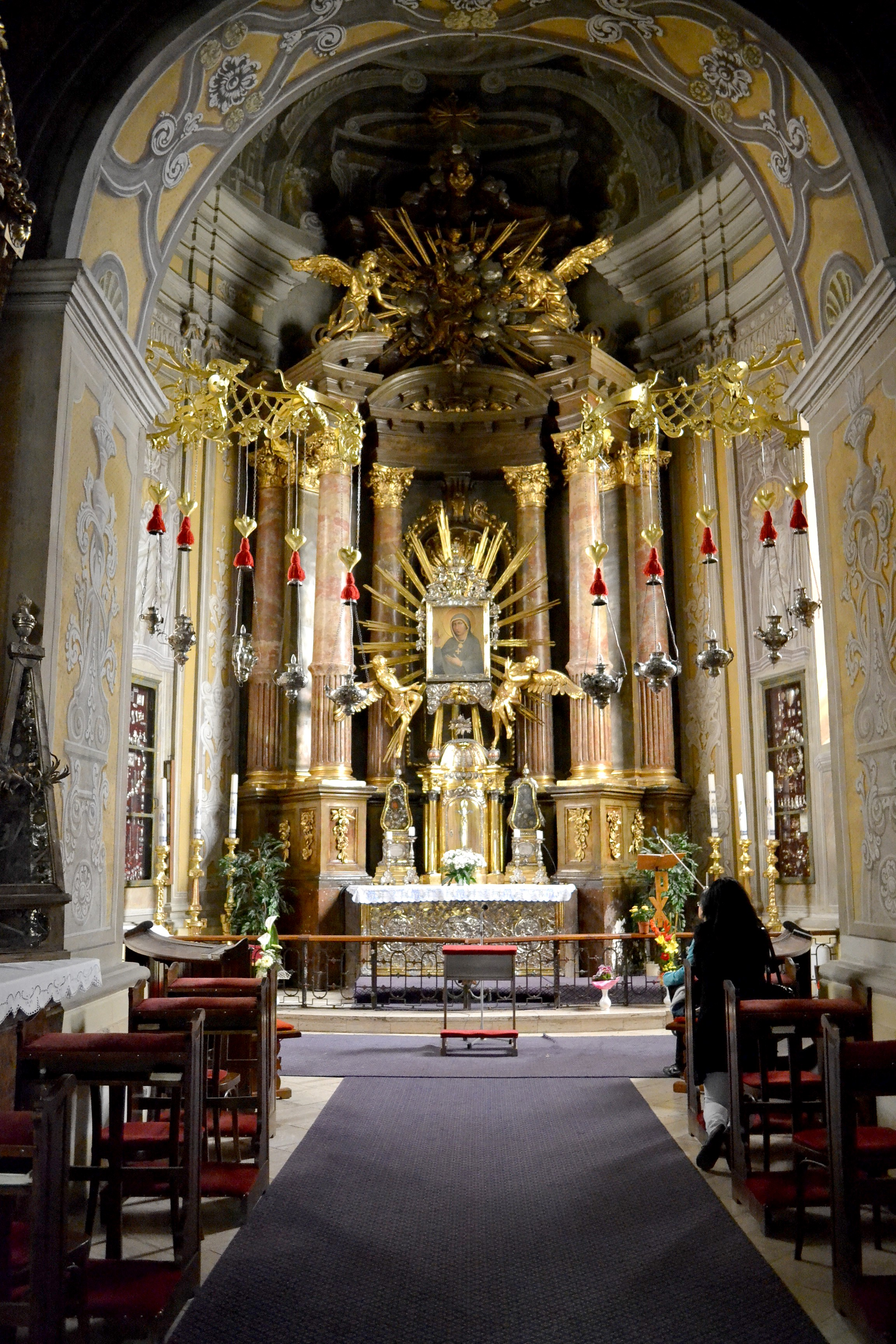
Wnętrze kaplicy Matki Bożej Trnawskiej
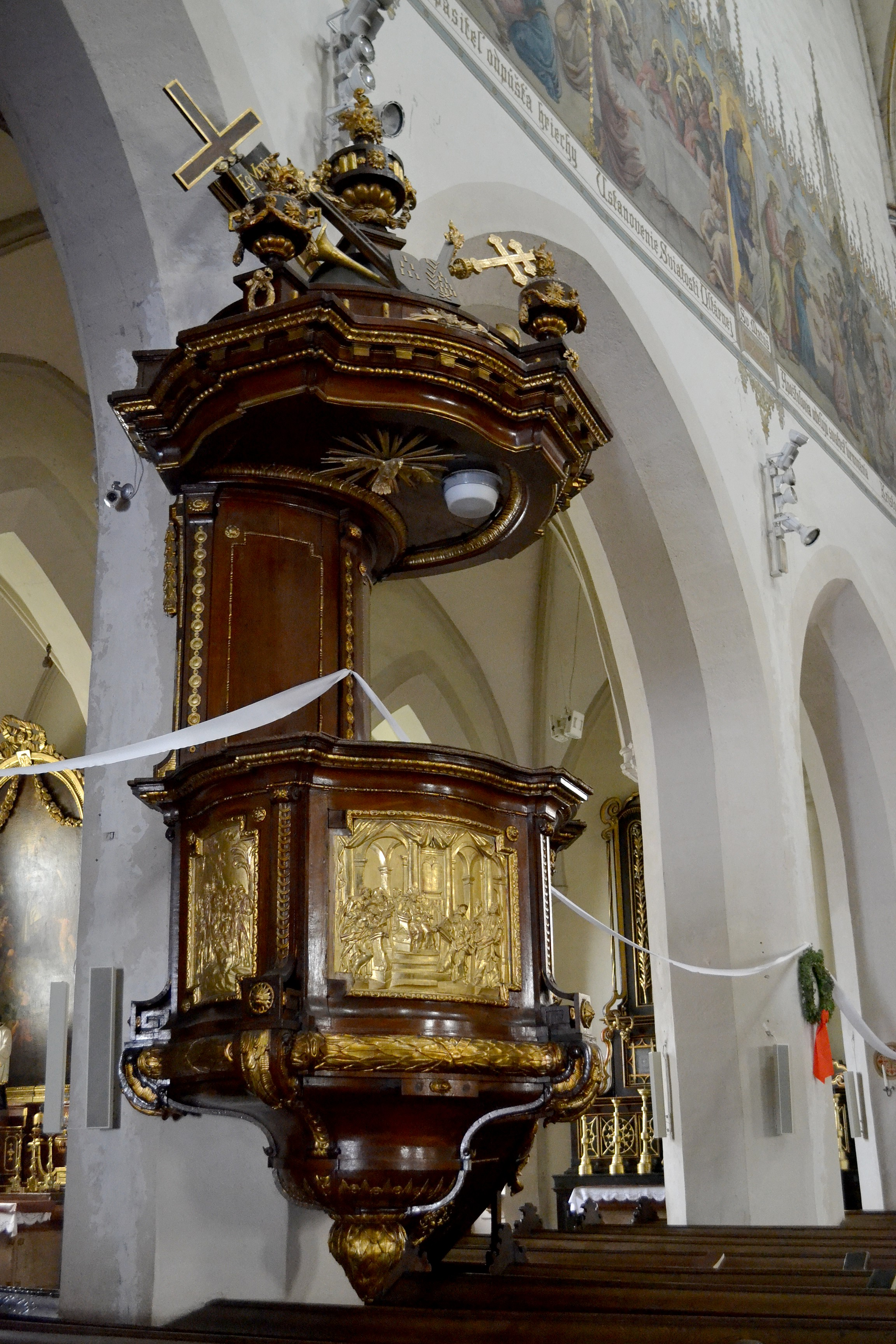
Ambona
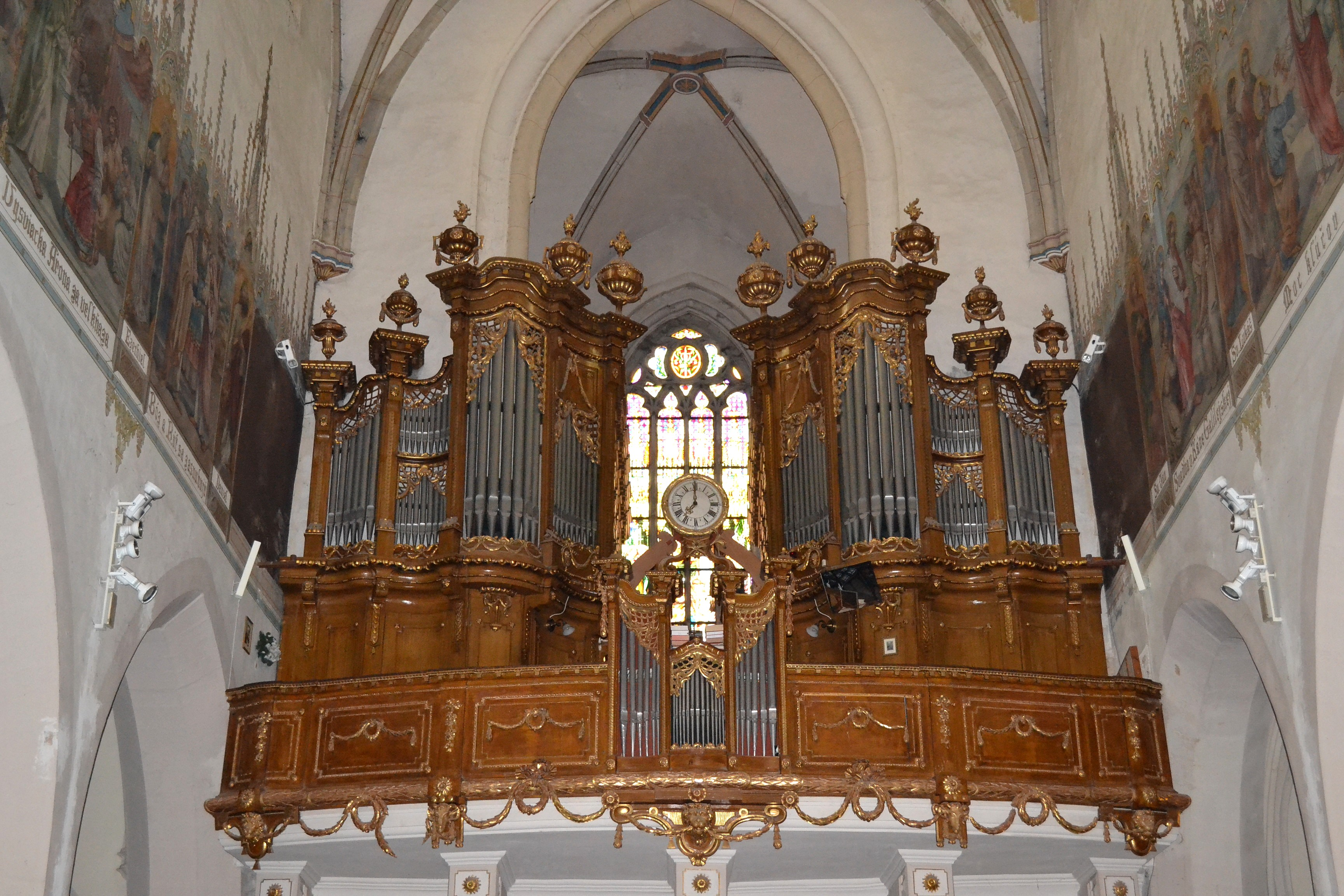
Organy